# شهرستان چاکتاو (آلاباما)
شهرستان چاکْتاو، آلاباما (به انگلیسی: Choctaw County, Alabama) شهرستانی در ایالات متحده آمریکا است که در آلاباما واقع شده‌است.

## خصوصیات
شهرستان چاکتاو ۲٬۳۸۵٫۳۹ کیلومترمربع مساحت دارد.